# 로키토 포르 티
《로키토 포르 티》(스페인어: Loquito por ti)은 2018년 방영된 콜롬비아의 텔레노벨라이다.